# Fritz Trümpi
Fritz Trümpi (geboren 1974 in Glarus) ist ein Schweizer Historiker und Musikhistoriker. Er lebt in Wien.

## Leben und Werk
Trümpi studierte Geschichte, Philosophie und Musikwissenschaft in Zürich, Wien und Berlin. Er war Doktoratsstipendiat des Schweizerischen Nationalfonds, lebt und forscht als Musikhistoriker in Wien. Er ist wissenschaftlicher Mitarbeiter des FWF-Projekts Politische Geschichte der Wiener Oper 1869–1955 und war Mitglied der Forschungsgruppe zur Untersuchung der Geschichte der Wiener Philharmoniker im Nationalsozialismus.
Seine 2011 erschienene Dissertation über die Berliner und Wiener Philharmoniker während des Nationalsozialismus und sein 2014 – gemeinsam mit Bernadette Mayrhofer erarbeitetes – Buch über Verfolgung, Ermordung und Exil von Vereinsmitgliedern der Wiener Philharmoniker während des NS-Regimes erzielten überregionale Aufmerksamkeit. In siebzehn biographischen Porträts stellen die Autoren deren gewaltvolle Vertreibung aus dem Orchester und aus Wien sowie deren berufliche und private Entwicklung im Exil dar. «Nach 1945 kehrte kein einziger der vertriebenen Philharmoniker ins Orchester zurück.» Zahlreiche erstmals veröffentlichte Quellen warfen ein neues Licht auf die Geschichte des Traditionsorchesters.
Trümpi hatte Lehraufträge inne, ist seit Oktober 2015 Universitätsassistent an der Universität für Musik und darstellende Kunst Wien und forscht seither unter anderem zur Musikkultur der ehemaligen Habsburgermonarchie und deren Nachfolgestaaten. Aktuell (Stand: Jänner 2016) forscht er im Team zum Thema «Eine politische Geschichte der Oper in Wien 1869 bis 1955» am Institut für Wissenschaft und Kunst in Wien, das in Kooperation mit der Universität für Musik und darstellende Kunst Wien (Institut für Analyse, Theorie und Geschichte der Musik) und der Universität Wien (Institut für Zeitgeschichte) durchgeführt wird. Daneben publiziert er in Medien des deutschsprachigen Raumes, darunter in der Basler Zeitung, der Neuen Zürcher Zeitung, dem Tagesspiegel, dem Standard und der Wiener Zeitung.

## Zitat
«Der Tonfall des Buchs bleibt bei all dem sachlich und unaufgeregt, lässt aber an Deutlichkeit nichts zu wünschen übrig. Brillant ist die argumentative Verdichtung von Einzeldokumenten mit den historischen Entwicklungen in all ihrer Verschiedenheit und auch Widersprüchlichkeit, wobei Trümpi den geistigen und politischen Hintergrund stets souverän im Auge behält.»

## Werke
- Politisierte Orchester. Die Wiener Philharmoniker und das Berliner Philharmonische Orchester im Nationalsozialismus. Böhlau Verlag, Köln 2011, ISBN 978-3-205-78657-3.
- mit Bernadette Mayrhofer: Orchestrierte Vertreibung. Unerwünschte Wiener Philharmoniker. Verfolgung, Ermordung und Exil. Mandelbaum, Wien 2014, ISBN 978-3-85476-448-9.

## Auszeichnung
- 2012: Irma-Rosenberg-Preis der Stadt Wien, für das Buch Politisierte Orchester